# Jiajing Dao
Jiajing Dao är en ö i Kina. Den ligger i provinsen Hainan, i den södra delen av landet, omkring 150 kilometer söder om provinshuvudstaden Haikou. Arean är 0,24 kvadratkilometer. Den sträcker sig 0,7 kilometer i nord-sydlig riktning, och 0,4 kilometer i öst-västlig riktning.